# David Navas Chica
David Navas Chica (født 10. juni 1974) er en spansk tidligere professionel cykelrytter som har cyklet for det det professionelle cykelhold Ag2r Prévoyance.